# Мауриця
Мауриця (пол. Mauryca) — село в Польщі, у гміні Ласьк Ласького повіту Лодзинського воєводства.
Населення — 103 особи (2011).
У 1975-1998 роках село належало до Серадзького воєводства.

## Демографія
Демографічна структура станом на 31 березня 2011 року:
|          | Загалом | Допрацездатний вік | Працездатний вік | Постпрацездатний вік |
| -------- | ------- | ------------------ | ---------------- | -------------------- |
| Чоловіки | 50      | 7                  | 34               | 9                    |
| Жінки    | 53      | 10                 | 27               | 16                   |
| Разом    | 103     | 17                 | 61               | 25                   |